# Старая Переладова
Старая Переладова — упраздненная деревня в Коркинском сельском поселении Упоровского района Тюменской области. Располагалась на правом берегу реки Тобола. Расстояние до села Коркино 12 км, села Суерка 14 км.

## Историческая справка
По переписи Тобольского уезда 1710 года деревни еще не было. В 1749 году по приказу правительства производилась перепись пограничных поселений, выяснялась численность в них мужчин от 16 до 50 лет и наличие у них оружия. По имеющимся документам Ялуторовского дистрикта Суерского острога, деревня Старая Переладова в 1749 году уже существовала. 
Деревня Переладова расстояние от оного острога четырнадцать верст, которая построена над рекой Тоболом в ней имеетца дворового строения двадцать дворов, крестьян от шестнадцати до пятидесяти лет двенадцать человек. ...
И при оной деревне городового строения надолб рогаток и рву не имеетца. Оная деревня состоит за Тоболом рекою, в которой деревне принадлежит городовое строение построить. 
Братья Переладовы Алексей Максимович и Тимофей Максимович из деревни Новая Шадрина основали
деревню Старую Переладову в 1730-е годы. Они же в 1770-е годы основали и деревню Новую Переладову.
- В 1912 году в деревне было шесть ветряных мельниц. В 1929 году организован колхоз «Путь Ленина».[1]
- В годы Великой Отечественной войны ушли на фронт 36 человек из них 14 человек не вернулись домой.[1]
- В 1973 году деревня исключена из списка населенных пунктов Упоровского района.[1]

Административно-территориальное деление
- С 1749 года относилась к Суерскому острогу, с 1795 входила в состав Поляковской волости, с 1884 — Коркинской волости, с 1919 — Коркинского сельсовета, с 1924 -Одинского сельсовета, с 1954 -Коркинского сельсовета.[1]

## Население
| 1782 | 1816 | 1834 | 1858 | 1903 | 1926 | 1973 |
| 142  | 261  | 353  | 383  | 380  | 161  | 0    |

## Церковь
Деревня Старая Переладова относилась к приходу Богородице-Казанской церкви села Коркино. С 1899 года к приходу Модестовской церкви села Старая Шадрина.

## Образование
Земская школа в Старой Переладовой учреждена в 1911 году. В 1911 году в ней обучалось 22 мальчика, 19 девочек, всего 41 ученик; 1915 г. — 20 мальчиков, 8 девочек, всего 28 учеников. В начале 1920-х годов открыта начальная школа, в 1924 году заведующей была Анастасия Васильевна Тимофеева.

## Транспорт
Просёлочная дорога Боровушка- Старая Переладова по берегу Тобола.